# Joop Captein
Joop Captein (Amsterdam, 21 maart 1937) is een Nederlands voormalig wielrenner.
Hij was professioneel wielrenner van 1959 tot 1968 en was succesvol op de weg en de baan. 
Als amateur won hij twee etappes in Olympia’s Tour van 1956. In 1959, zijn eerste jaar als professional, behaalde hij een overwinning in de eendaagse wedstrijd Hoegaarden-Antwerpen-Hoegaarden voor Willy Vannitsen en Emile Daems. In hetzelfde jaar werd hij derde bij het Nederlands Kampioenschap op de weg. Een jaar later schreef hij in het Belgische Brugge de Elfstedenronde op zijn naam, voor Frans Aerenhouts en Anton van der Steen. Zijn belangrijkste overwinning als wegrenner volgde in 1961, toen hij de achtste etappe in de Ronde van Nederland op zijn naam bracht. In deze ronde behaalde hij tevens een derde plaats in de eindrangschikking.
Zijn grootste successen behaalde hij echter als baanwielrenner, met name op het nummer sprint elite. Aanvankelijk werd hij viermaal tweede op dit nummer (1960 tot en met 1963) achter de toentertijd haast onverslaanbaar geachte Jan Derksen. In 1964 en 1965 kon hij echter de overwinning opeisen, mede als gevolg van het feit dat Jan Derksen zijn loopbaan had beëindigd.
In 1959 werd hij 29e bij het wereldkampioenschap wielrennen elite op de weg.

## Belangrijkste uitslagen
1956
- 1e in de 2e etappe Olympia’s Tour
- 1e in de 3e etappe Olympia’s Tour

1959
- Hoegaarden-Antwerpen-Hoegaarden
- 2e in 7e etappe Tour de l'Ouest, St. Malo.
- 3e Nationaal Kampioenschap op de weg, elite
- 3e Nationaal Kampioenschap Sprint op de baan, elite

1960
- 1e in de Elfstedenronde, Brugge
- 2e Nationaal Kampioenschap Sprint op de baan, elite

1961
- 2e in 6e etappe Ronde van Nederland, Genk (B)
- 1e in 8e etappe Ronde van Nederland, Zundert
- 3e in eindklassement Ronde van Nederland
- 2e Nationaal Kampioenschap Sprint op de baan, elite

1962
- 2e Nationaal Kampioenschap Sprint op de baan, elite

1963
- 2e Nationaal Kampioenschap Sprint op de baan, elite

1964
- 1e Nationaal Kampioenschap Sprint op de baan, elite
- 1e in de Ronde van Kortenhoef

1965
- 1e Nationaal Kampioenschap Sprint op de baan, elite
- 2e in 1e etappe Ronde van Nederland, Hoogezand

1967
- 2e Nationaal Kampioenschap Sprint op de baan, elite

## Resultaten in belangrijke wedstrijden
| Jaar | Gent-Wevelgem |  | WK op de weg |
| ---- | ------------- |  | ------------ |
| 1959 |               |  | 29e          |
| 1963 | 54e           |  |              |